# Mohamed El-Shenawy
Mohamed Elsayed Mohamed El-Shenawy (en egipci: محـمـد الشنـاوى; El Hamool, 18 de desembre de 1988) és un jugador de futbol professional egipci, que actualment juga com a porter de l'Al-Ahly i de la selecció egípcia.
Va iniciar la seva carrera futbolística a les categories inferiors de l'Al-Ahly, però va marxar del club el 2009 per fitxar pel Tala'ea El Gaish. Va ser cedit al Haras El-Hodood abans de fitxar pel Petrojet el 2013. Finalment, el juliol de 2016 va tornar a l'Al-Ahly i, passant a la titularitat, va ajudar al club a guanyar els títols de lliga del 2017 i el 2018.
A nivell internacional, va debutar amb la selecció del seu país el març de 2018 i, posteriorment, seria titular als dos primers partits d'Egipte a la Copa del Món de Rússia de 2018.

## Palmarès
Al Ahly
- Lliga egípcia: 2016–17, 2017–18
- Copa egípcia: 2016–17
- Supercopa egípcia: 2017